# Harold Pinter

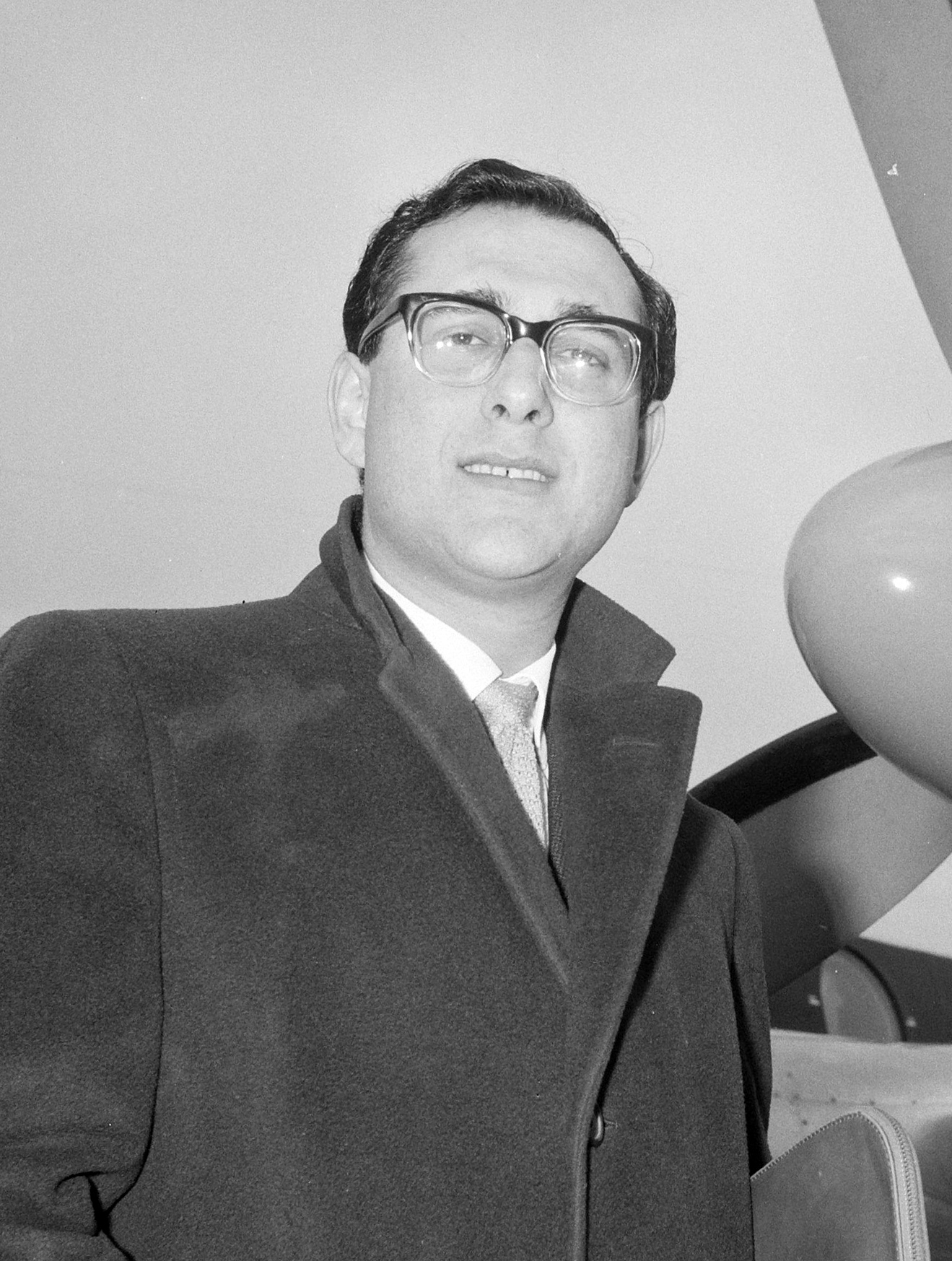
Harold Pinter (1962).

Harold Pinter, född 10 oktober 1930 i Hackney, London, död 24 december 2008 i London, var en brittisk författare (i första hand känd som dramatiker och manusförfattare), regissör, skådespelare och politisk aktivist. Han tilldelades Nobelpriset i litteratur 2005 och Brittiska Imperieorden (CBE) samt var filosofie hedersdoktor vid ett flertal lärosäten.

## Biografi
Harold Pinter växte upp i arbetarkvarter i Londonstadsdelen Hackney som son till Hyman (Jack) Pinter, en judisk damskräddare, och Frances, som var hemmafru. Förfäderna kom från Polen och Odessa, och hade invandrat till England vid sekelskiftet. I Hackney fanns få andra judar, vilket Pinter menar skapade en alienation som präglar hans verk. Andra världskriget och de antisemitiska stämningar som rådde var andra bidragande orsaker till denna känsla. Han gick i Grocers' Academy School och fick ett stipendium så att han kunde studera vid Royal Academy of Dramatic Art, som han dock hoppade av från. År 1950 publicerade han dikter under pseudonymen Harold Pinta och var deltidsskådespelare i ett radioprogram på BBC. Han tog examen vid Central School of Speech and Drama.
Första hustrun, Vivien Merchant, var skådespelerska och medverkade i flera av hans verk. De gifte sig på Yom Kippur, 14 september 1956, och hans föräldrar var missnöjda både med datumet och det faktum att hon inte var judinna. Senare skulle hon bli svårt alkoholiserad. År 1977 lämnade han henne för lady Antonia Fraser med vilken han gifte om sig 1980. 
Pinter skrev ett trettiotal pjäser och ett tjugotal filmmanuskript och regisserade ett trettiotal teateruppsättningar. Bland pjäserna märks The Birthday Party, The Caretaker, The Homecoming och Svek.
Pinters dramatik behandlar ofta kommunikation, eller frånvaron av denna, i relationer. Detta har medfört att han under skilda tidsperioder fått kritik för att egentligen inte alls syssla med dramatik, utan med statusövningar för skådespelare. Kritiken har dock kommit och gått, ofta i takt med rådande trender inom teatervärlden. Pjäserna hanterar ofta relationen mellan kvinnor och män och påfallande ofta mellan män och män. Pinter har också blivit föremål för feministisk forskning med queer-aspekt, som till exempel i Pinter's Female Portraits (Elizabeth Sakellaridou, 1988).
Han utgav även ett större antal prosaverk och några diktsamlingar.
Av hans verk har några satts upp i Sverige och vissa på svenska. Hemkomsten sattes upp 1966 på Göteborgs stadsteater och 2006 på Stockholms stadsteater, Fastighetsskötaren sattes upp på Stockholms stadsteater av Thommy Berggren med Peter Andersson, Ingvar Hirdwall och Johan Rabaeus. Betrayal sattes upp på engelska 2003 på Strindbergs Intima Teater.

## Aktivism
Pinter var politiskt aktiv, och stod till vänster om Labour. Han var aktiv inom fredsrörelsen, och medlem i Campaign for Nuclear Disarmament, som verkade för nedrustning av kärnvapen. Pinter tog ställning mot Kuwaitkriget, Natos flygbombningar av Jugoslavien, Afghanistankriget och Irakkriget, och menade att USA:s f.d. president George W. Bush och Storbritanniens f.d. premiärminister Tony Blair enligt Genèvekonventionerna bör dömas för krigsförbrytelser. Pinter var medlem i International Committee to Defend Slobodan Milošević, då han ansåg att rättegången mot Jugoslaviens f.d. president Slobodan Milošević var orättvis och organiserad av västmakterna.
Som vicepresident för PEN-klubben besökte Pinter Turkiet tillsammans med den amerikanske författaren Arthur Miller 1985 för att undersöka och protestera mot den turkiska statens tortyr och fängslande av författare. Under resan blev Pinter och Miller bl.a. utslängda från en middagsbjudning hos den amerikanska ambassaden i Ankara, efter att de båda tagit upp och kritiserat USA:s stöd till militärdiktaturen Turkiet. Besöket i Turkiet, samt Turkiets förtryck gentemot den kurdiska befolkningen, inspirerade Pinter att skriva pjäsen Bergens språk. Han var dessutom aktiv inom Jews for Justice for Palestinians, en judisk organisation som motsätter sig Israels ockupation av Palestina, och inom Cuba Solidarity Campaign, en organisation som stödjer Kubas rätt till nationellt självbestämmande, och verkar för att USA ska upphäva sitt handelsembargo mot landet. Han gav sitt stöd till Anti-Apartheid Movement, en organisation som protesterade mot den i Sydafrika förda apartheidpolitiken, och förbjöd uppsättningen av sina verk i landet.

## Utmärkelser
Pinter tilldelades Nobelpriset i litteratur 2005 med motiveringen att han ”i sina dramer frilägger avgrunden under vardagspratet och bryter sig in i förtryckets slutna rum”. Samma år tilldelades han även Franz Kafka-priset. 
Han har också tilldelats bland annat Shakespeare Prize (Hamburg), European Prize for Literature (Wien) och Molière D'Honneur for Lifetime Achievement.

## Översättningar till svenska (tryckta i bok)
- Tolv gånger Pinter (Ersatz, 2005) ISBN 91-88858-18-9
  - Innehåll: Födelsedagsfesten (översättning: Anna Kölén Theorell) ; I väntan på Wilson ; Kollektionen ; Älskaren ; Natt ; Ingenmansland ; Svek ; Vägs ände ; Den nya världsordningen ; Party time ; Det ska vi fira ; Presskonferens (översättning: Åke Englund, Östen Rudal)
- Nio gånger Pinter (Ersatz, 2005) ISBN 91-88858-19-7
  - Innehåll: Det värker lite -- Fastighetsskötaren -- Dvärgarna -- Hemkomsten -- Landskap -- Monolog -- Ett slags Alaska -- Bergens språk -- Aska (översättning Sun Axelsson [m.fl.])
- Frihetens språk: poesi och politik 1983-2007 (översättning Carsten Palmær (dikter) [m.fl.]) (Karneval, 2009) ISBN 9789185703364

Pinters pjäs Mathissen finns tidigare utgiven på svenska i I en akt: 12 enaktare från Audiberti till van Italie (1976) och i I en akt: 21 enaktare från Strindberg till Arrabal (1966).

## Översättningar till svenska (otryckta)
- Serveringshissen (The dumb waiter) (översättning: Lars Göran Carlson för Stockholms stadsteater, okänt år). Även som Mathissen (för Göteborgs stadsteater, 1967)
- Födelsedagskalaset (The birthday party) (översättning av Carl-Olof Lång ; bearbetning för Göteborgs stadsteater: Johan Falck) (1964) (översättning: Carl-Olof Lång och Sigbritt Mann för Stockholms stadsteater, 2010)
- Hemkomsten (The homecoming) (översättning: Olov Jonason) (1965) (översättning: Olov Jonason ; bearbetning för Dramaten: Thommy Berggren och Olov Jonason 1993)
- Mathissen ((The dumb waiter) (översättning: Heinz Hopf, för Helsingborgs stadsteater, 1970)
- Gamla tider (Old times) (översättning: Sigbrit och Carl-Olof Lång) (1971)
- Ingen mans land (No man's land) (översättning: Sigbrit och Carl-Olof Lång) (1975)
- Svek (Betrayal) (översättning: Carl-Olof Lång för Dramaten, 1980)
- Dvärgarna: scenversionen (The dwarfs) (översättning av Sigbrit Lång, Carl-Olof Lång och Peter Stormare) (1987)
- Bergens språk (Mountain language) (översättning: Peter Stormare och Ulla Åberg för Kungliga Dramatiska Teatern, 1989)
- Ingen mans land No man's land) (översättning: Nils Gredeby för Stockholms stadsteater, 2011)
- Svek (Betrayal) (översättning: Carl-Olof Lång, bearbetning: Alexander Mørk-Eidem för Stockholms stadsteater, 2013)

## Samtliga pjäser
- The Room (1957)
- The Birthday Party (1957)
- The Dumb Waiter (1957)
- A Slight Ache (1958)
- The Hothouse (1958)
- The Caretaker (1959)
- A Night Out (1959)
- Night School (1960)
- The Dwarfs (1960)
- The Collection (1961)
- The Lover (1962)
- Tea Party (1964)
- The Homecoming (1964)
- The Basement (1966)
- Landscape (1967)
- Silence (1968)
- Old Times (1970)
- Monologue (1972)
- No Man's Land (1974)
- Svek (1978)
- Family Voices (1980)
- Other Places (1982)
- *A Kind of Alaska (1982)
- Victoria Station (1982)
- One For the Road (1984)
- Mountain Language (1988)
- The New World Order (1991)
- Party Time (1991)
- Moonlight (1993)
- Ashes to Ashes (1996)
- Celebration (1999)
- Remembrance of Things Past (2000)

## Samtliga sketcher
- The Black and White (1959)
- Trouble in the Works (1959)
- Last to Go (1959)
- Request Stop (1959)
- Special Offer (1959)
- That's Your Trouble (1959)
- That's All (1959)
- Interview (1959)
- Applicant (1959)
- Dialogue Three (1959)
- Night (1969)
- Precisely (1983)
- Press Conference (2002)

## Filmografi
- 1963 – Betjänten (manus)
- 1966 – Quiller - Vårt ess i Berlin (manus)
- 1971 – Budbäraren (manus)
- 1982 – Den franske löjtnantens kvinna (manus)
- 1990 – Mardrömmen (manus)
- 1999 – Mansfield Park  (biroll)
- 2001 – Skräddaren i Panama (biroll)
- 2007 – Skuggspel (manus och biroll)